# Авдеев, Иван Никифорович
Ива́н Ники́форович Авде́ев (17 марта 1949, Феодосия, Крымская область — 9 августа 2020, Симферополь) — советский футболист. Играл на позиции полузащитника. Наиболее известен по игре за футбольный клуб «Таврия», за который провёл около 200 матчей.

## Биография
Начал играть в футбол в юношеских, затем взрослых командах родной Феодосии. В 1970 году новый тренер симферопольской «Таврии» Валентин Бубукин собирал новый состав команды и пригласил двоих феодосийцев: вратаря Владимира Занина и полузащитника Авдеева. Авдеев сразу стал игроком основного состава и выиграл с клубом серебряные медали чемпионата Украинской ССР, разыгрывавшегося в зоне 1 второй лиги. На следующий год по инициативе Авдеева в команду пригласили ещё одного феодосийца: защитника Владимира Лущенко. В 1972 году таврийцы выиграли республиканские бронзовые медали, а на следующий год и золотые, впервые в истории клуба, а после победы в переходном турнире также впервые получили и право на участие в первой лиге. 
У нас была великолепная четвёрка в полузащите! Я играл опорного, под нападающими — Виктор Орлов, справа — Юрий Аджем, слева — Иван Авдеев. Мы отлично понимали друг друга, сыгранность была на высочайшем уровне. Например, Авдеев был менее техничным, чем, к примеру, Аджем, ушедший затем в ЦСКА (Москва), но он столько бегал (не вхолостую, а полезно), что мы шутили: «Если бы твои ноги, Иван, дать собаке, она бы сошла с ума!»Анатолий Кванин
В марте 1975 в матче 1/16 Кубка СССР против ЦСКА, вышел на замену на последних минутах при счёте 3:1 в пользу армейцев, и через три минуты забил гол прямым ударом с углового. После ошибки вратаря Астаповского мяч влетел в сетку рикошетом от дальней штанги. В итоге ЦСКА победил 3:2, но с большим трудом. Как закончивший этой весной симферопольский госуниверситет, Авдеев после этого был призван в армию, в ЦСКА. Он стал первым из крымских футболистов в истории московских армейцев. Но за ЦСКА провёл лишь 3 неполных матча в сезоне 1975. По некоторым сведениям после ЦСКА провёл некоторое время в «команде города Тирасполя», другом армейском клубе.
В 1976 Авдеев вернулся в «Таврию», но уже не был столь полезен команде, как раньше. В 1977 руководство «Таврии» предложило возрастным футболистам сменить команду. Тогда Авдеев, Виктор Сугак, Владимир Григорьев перешли в севастопольскую «Атлантику» по приглашению тренера Владимира Пайса. Здесь Авдеев провёл три сезона, после чего закончил карьеру в командах мастеров. После чего ещё играл пару лет за любительские клубы Крыма на чемпионат и Кубок региона, в том числе выиграл с «Титаном» из Армянска чемпионат 1981 года.
В 2010 был назван в числе 50 лучших футболистов «Таврии» в истории:
Забивной хавбек. Много передвигался по полю, обладал хорошим чутьем, что позволяло забивать мячи

## Достижения

### Командные
«Таврия»
- Победитель чемпионата Украинской ССР по футболу: 1973[8][11]
- Серебряный призёр чемпионата Украинской ССР по футболу: 1970[5]
- Бронзовый призёр чемпионата Украинской ССР по футболу: 1972[5]
- Обладатель Кубка Украинской ССР по футболу: 1974

## Статистика
| Клуб             | Див              | Сезон            | Чемпионат | Чемпионат | Кубки | Кубки | Итого | Итого |
| Клуб             | Див              | Сезон            | Игры      | Голы      | Игры  | Голы  | Игры  | Голы  |
| ---------------- | ---------------- | ---------------- | --------- | --------- | ----- | ----- | ----- | ----- |
| Таврия           | В                | 1970             | 25        | 3         | 3     | 0     | 28    | 3     |
| Таврия           | В                | 1971             | 39        | 5         | 0     | 0     | 39    | 5     |
| Таврия           | В                | 1972             | 33        | 2         | 0     | 0     | 33    | 2     |
| Таврия           | В                | 1973             | 49        | 12        | 0     | 0     | 49    | 12    |
| Таврия           | Б                | 1974             | 35        | 3         | 6     | 0     | 41    | 3     |
| Таврия           | Б                | 1975             | 0         | 0         | 2     | 1     | 2     | 1     |
| Таврия           | Б                | 1976 (о)         | 7         | 0         | 0     | 0     | 7     | 0     |
| Таврия           | Итого            | Итого            | 188       | 25        | 11    | 1     | 199   | 26    |
| ЦСКА             | A                | 1976 (в)         | 3         | 0         | 0     | 0     | 3     | 0     |
| ЦСКА             | Итого            | Итого            | 3         | 0         | 0     | 0     | 3     | 0     |
| Атлантика        | В                | 1977             | 42        | 0         | 0     | 0     | 42    | 0     |
| Атлантика        | В                | 1978             | 41        | 2         | 0     | 0     | 41    | 2     |
| Атлантика        | В                | 1979             | 23        | 2         | 0     | 0     | 23    | 2     |
| Атлантика        | Итого            | Итого            | 106       | 4         | 0     | 0     | 106   | 4     |
| Всего за карьеру | Всего за карьеру | Всего за карьеру | 297       | 29        | 11    | 1     | 308   | 30    |